# شوکا
شوکا(مازندرانی) (نام علمی: Capreolus capreolus) ، کوچکترین گوزن ایران، نوعی گوزن کوچک بومی اورآسیا به رنگ سربی یا سرخ است که بیشتر در مناطق سردسیر زندگی می‌کند.

## ویژگی‌های ظاهری
شوکا با ۹۵ تا ۱۳۵ سانتی‌متر طول و ۶۵ تا ۷۵ سانتی‌متر ارتفاع در ناحیهٔ شانه و ۱۵ تا ۳۰ کیلوگرم وزن، گوزنی نسبتاً کوچک است. طول دمِ شوکا ۲ تا ۳ سانتی‌متر است. این حیوان بدنی ظریف، دست‌هایی کوتاه‌تر از پاها، گوش‌هایی باریک و سم‌هایی سیاه‌رنگ و باریک و بلند دارد. شوکاهای نر شاخ‌های کوچکی دارند که در قاعده، سه شاخک دارد. زیر بدن و دم شوکاها سفید و سطح بدن آن‌ها قهوه‌ای مایل به قرمز است.
نرها شاخ دارند و ماده‌ها بدون شاخ‌اند. شاخ نرها در پاییز می‌افتد. شوکاها با شاخ زدن به درختان جوان، قلمرو خود را تعیین می‌کنند.

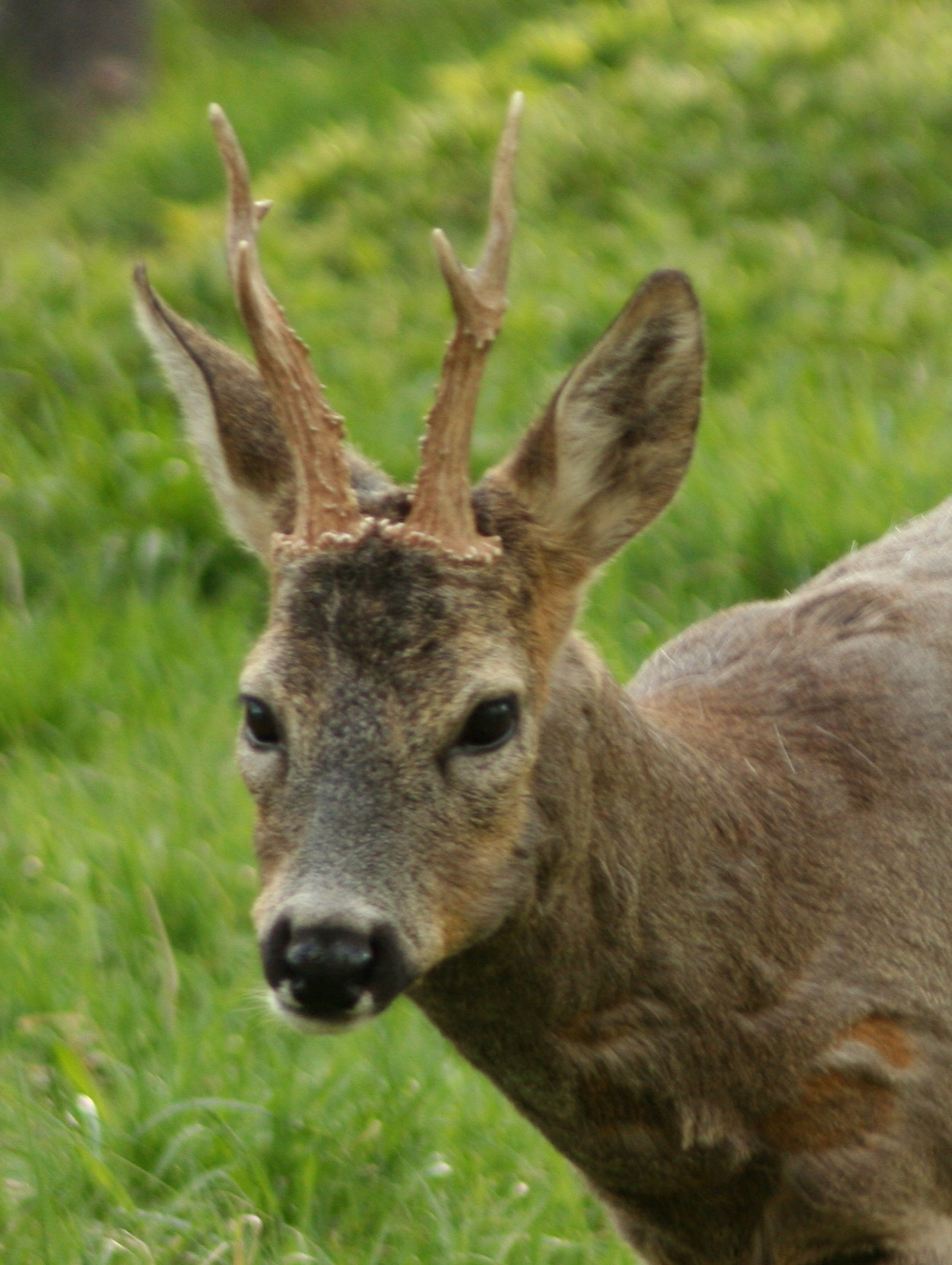
شوکای نر

## زیست

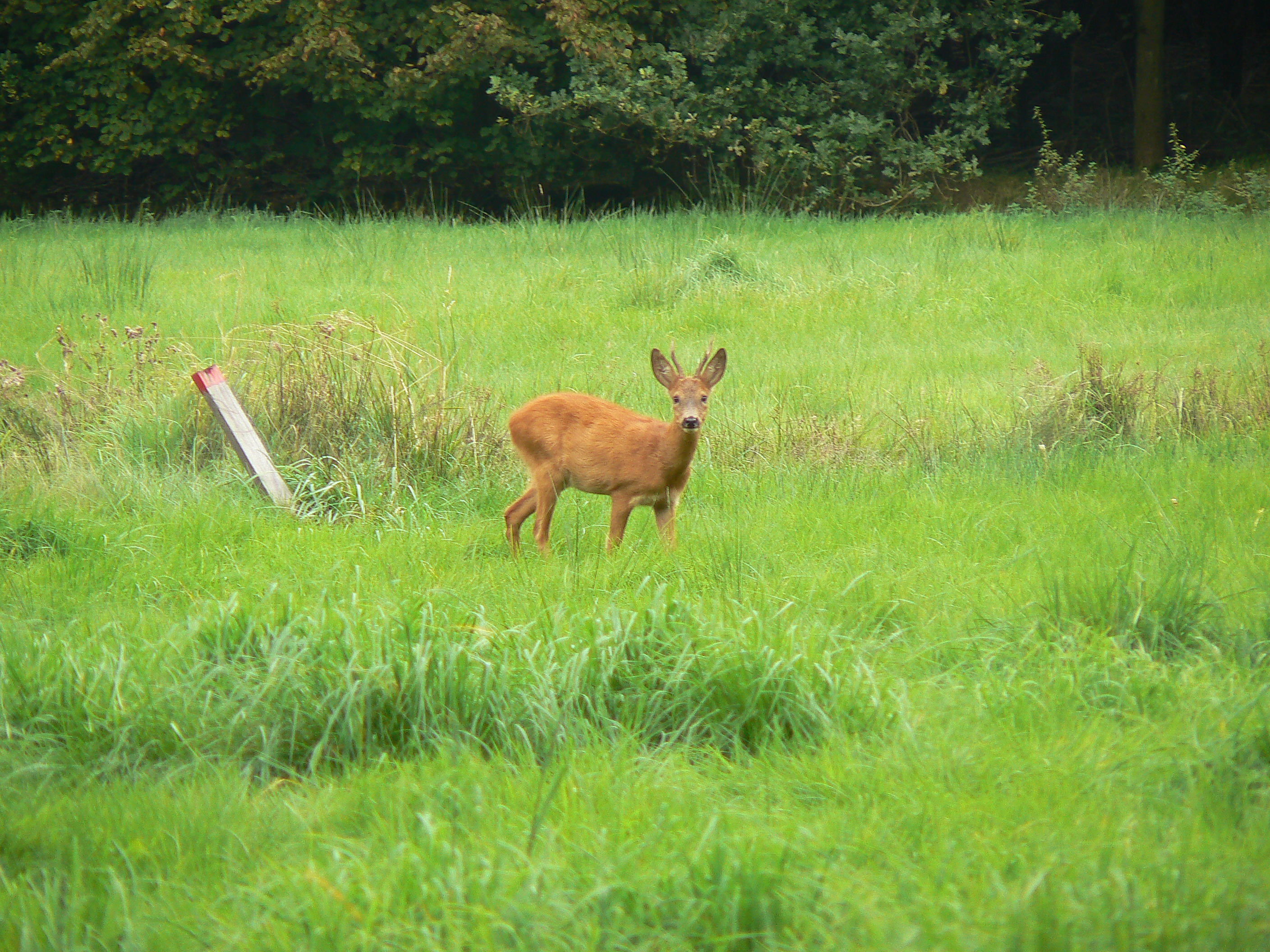
شوکا در بلژیک

#### تغذیه
شوکاها از علوفه، جوانه، برگ، سرشاخه، پوست درختان، میوه، قارچ، خزه و گل‌سنگ تغذیه می‌کنند.
پلنگ، گرگ، شغال، گربه جنگلی و پرندگان شکاری مهمترین دشمنان طبیعی این حیوان است.
این حیوان جمعیت بسیار خوبی در اروپا دارد و جمعیت آن در نیم قرن اخیر افزایش چشمگیری نیز یافته و تنها در اروپای مرکزی به ۱۵ میلیون رأس رسیده‌است. اما در خاورمیانه وضعیت نامناسبی دارد و در اسرائیل، فلسطین و لبنان منقرض شده‌است. البته طرحی برای احیای نسل آن در اسرائیل در حال اجرا است.
در ایران زیستگاه اصلی این حیوان کرانه‌های دریای خزر است. تعداد بسیار کمی هم در استان کرمانشاه در غرب و شمال غرب کشور مشاهده شده‌اند.

#### زادآوری
شوکاها، برخلاف سایر گوزن‌ها در فصل جفت‌گیری تنها با یک ماده جفت‌گیری می‌کنند. آن‌ها در باروری تأخیر دارند. بدین معنا که پس از جفت‌گیری و به‌وجود آمدن سلول تخم، رشد آن تا ۴.۵ ماه متوقف و بعد از این مدت شروع به رشد می‌کند. پس از این بارداری طولانی، ۱ یا ۲ (معمولاً ۲) بچه به‌دنیا می‌آورند. دوره‌ی بارداری شوکاهای ماده بسیار طولانی‌تر از گوزن‌های دیگر است.

### رفتار

#### شباهت به سگ‌سانان
برخی ویژگی‌های شوکاها؛ که گوزن مینیاتوری هم خوانده می‌شوند، با سگ‌سانان مشترک است. برای مثال، نحوه‌ی نوشیدن آب در میان آن‌ها بسیار جالب توجه و برخلاف سم‌داران دیگر است. سُم‌داران معمولاً لب‌ها را روی آب قرار می‌دهند و آب می‌نوشند؛ ولی شوکاها مانند سگ‌سانان با زبان خود آب می‌نوشند. یک شباهت دیگر آن‌ها به سگ‌سانان، این است که هنگام احساس خطر، صدایی شبیه به واق واق سگ سر می‌دهند.

#### کنجکاوی
شوکاها بسیار کنجکاوند. به‌طوری که وقتی موجود ناشناسی مانند انسان را در جنگل می‌بینند، برای سردرآوردن از کارش، گاهی سرک می‌کشند. ولی به محض آنکه متوجه شوند موجود ناشناس متوجه حضور آن‌ها شده است، به سرعت و با چالاکی خاص خود فرار می‌کنند. برای همین، این جانور را به سختی در جنگَل های انبوه می‌توان دید. شوکاها هنگام فرار با تکان دادن دم و تولید صدا، سایر شوکاها را از وجود خطر آگاه می‌کنند.

## نماد ورزش کرمانشاه
یکی از زیستگاه‌های شوکا در منطقه حفاظت‌شده بوزین و مرخیل در منطقهٔ هورامان در استان کرمانشاه است. به همین دلیل این جانور به عنوان یکی از نمادهای منطقهٔ هورامان مطرح بوده، و علاوه بر آن به عنوان نماد زیست محیطی ورزش استان کرمانشاه نیز شناخته و معرفی شده‌است.

## نگرانی‌ها
جمعیت شوکاها در ایران به شدت کاهش یافته است و با ادامه‌ی این روند، در آینده‌ی نزدیک در خطر انقراض قرار خواهند گرفت.

## نگارخانه

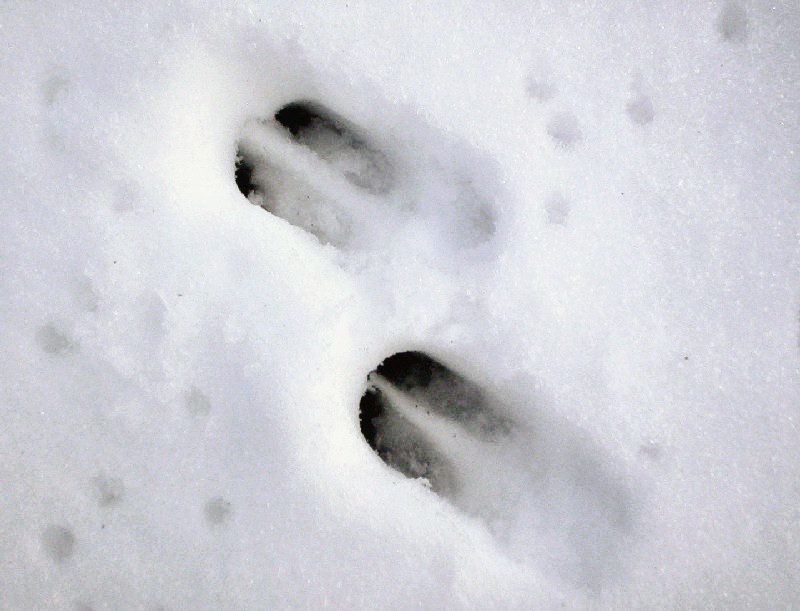
جای پای شوکا
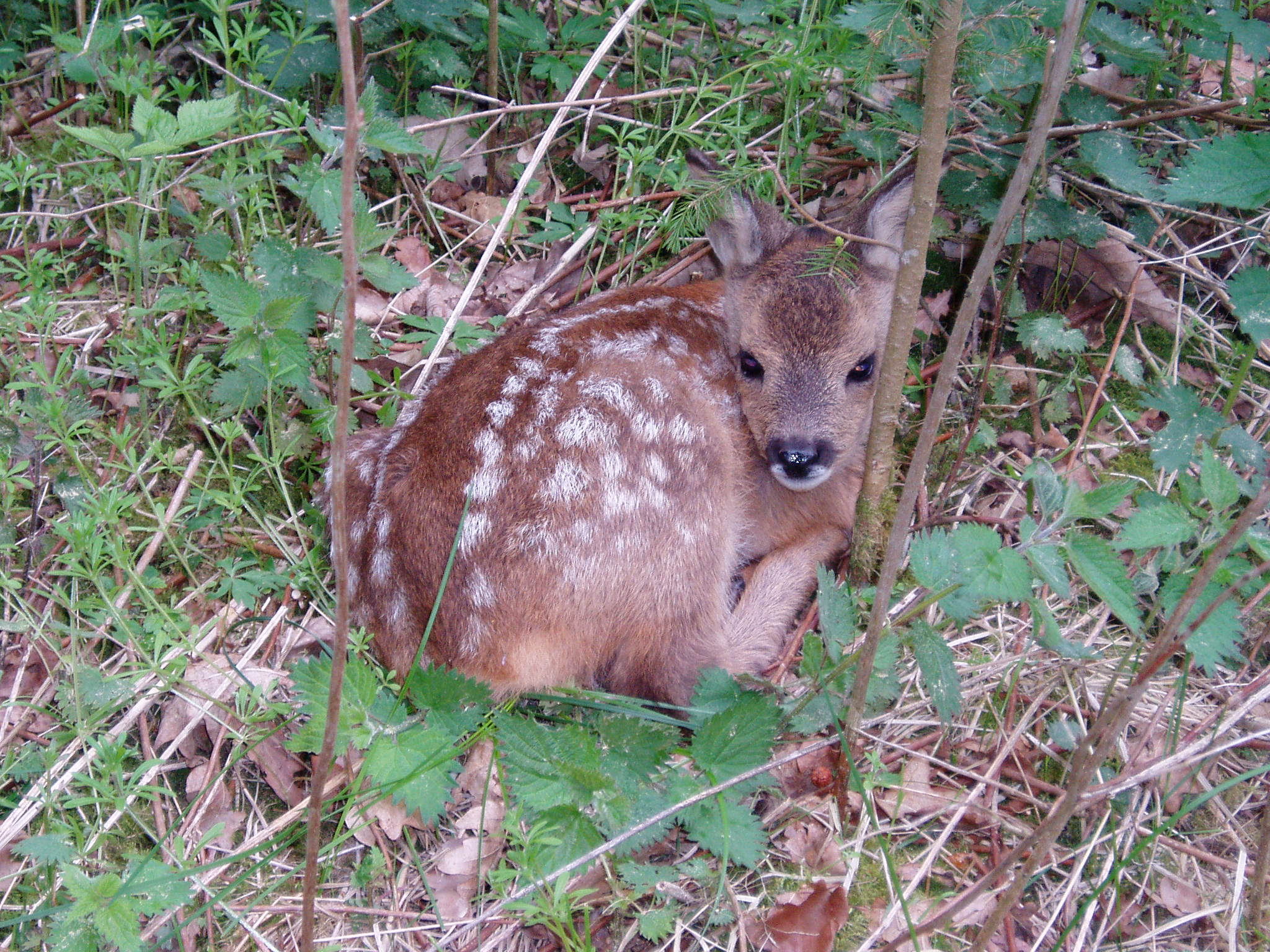
یک بچه شوکا
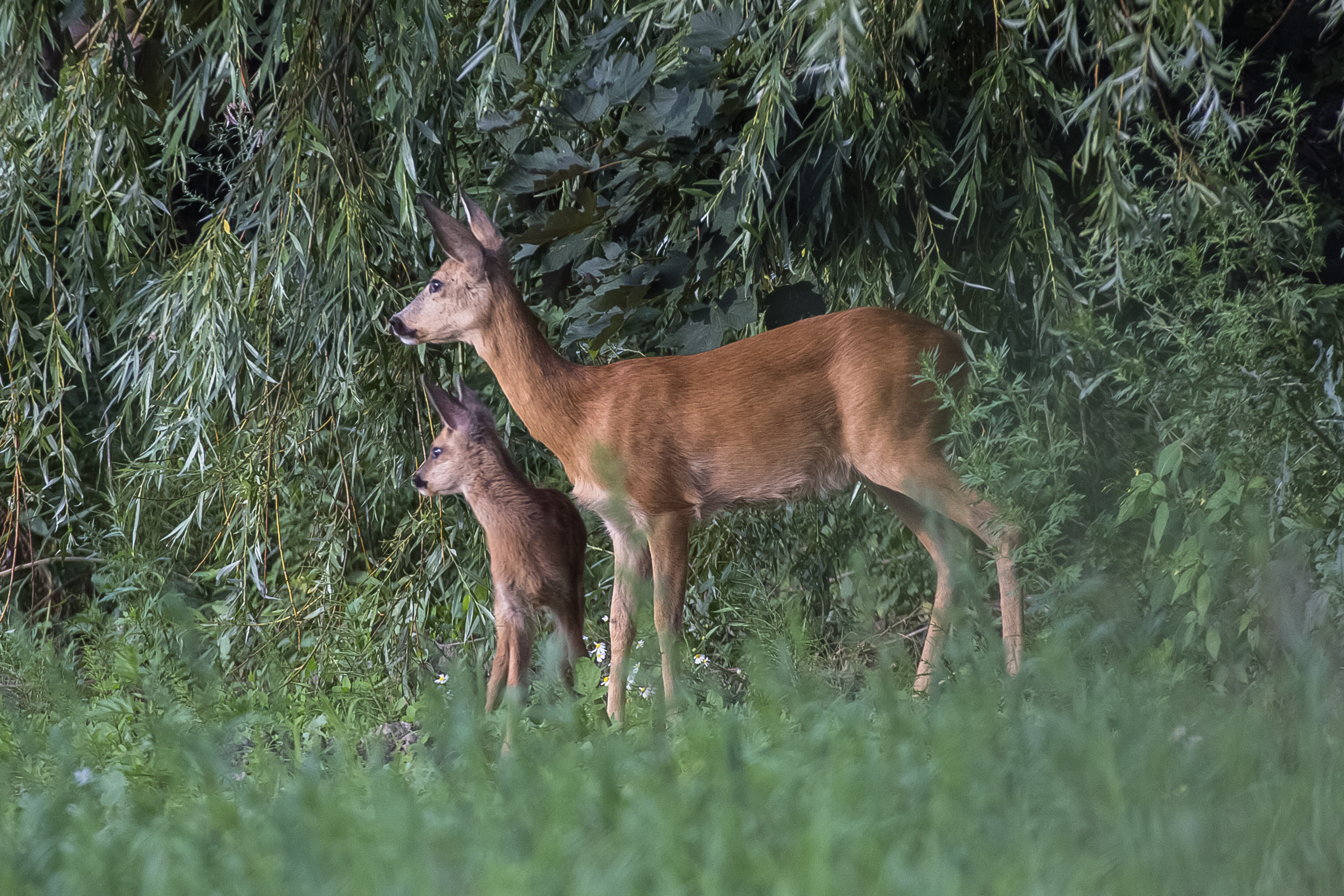
مادر و بچه‌اش
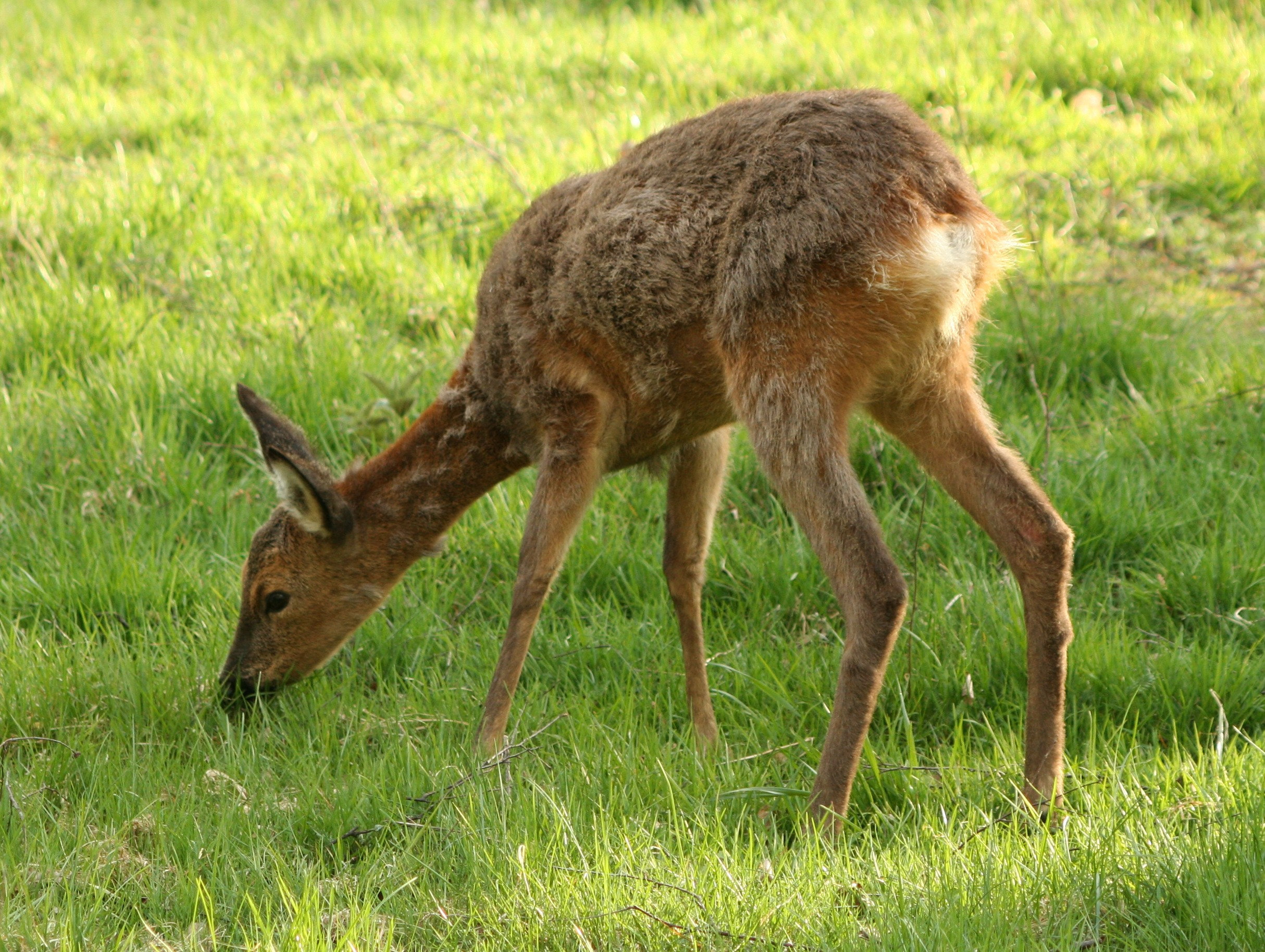
شوکا در حال چریدن
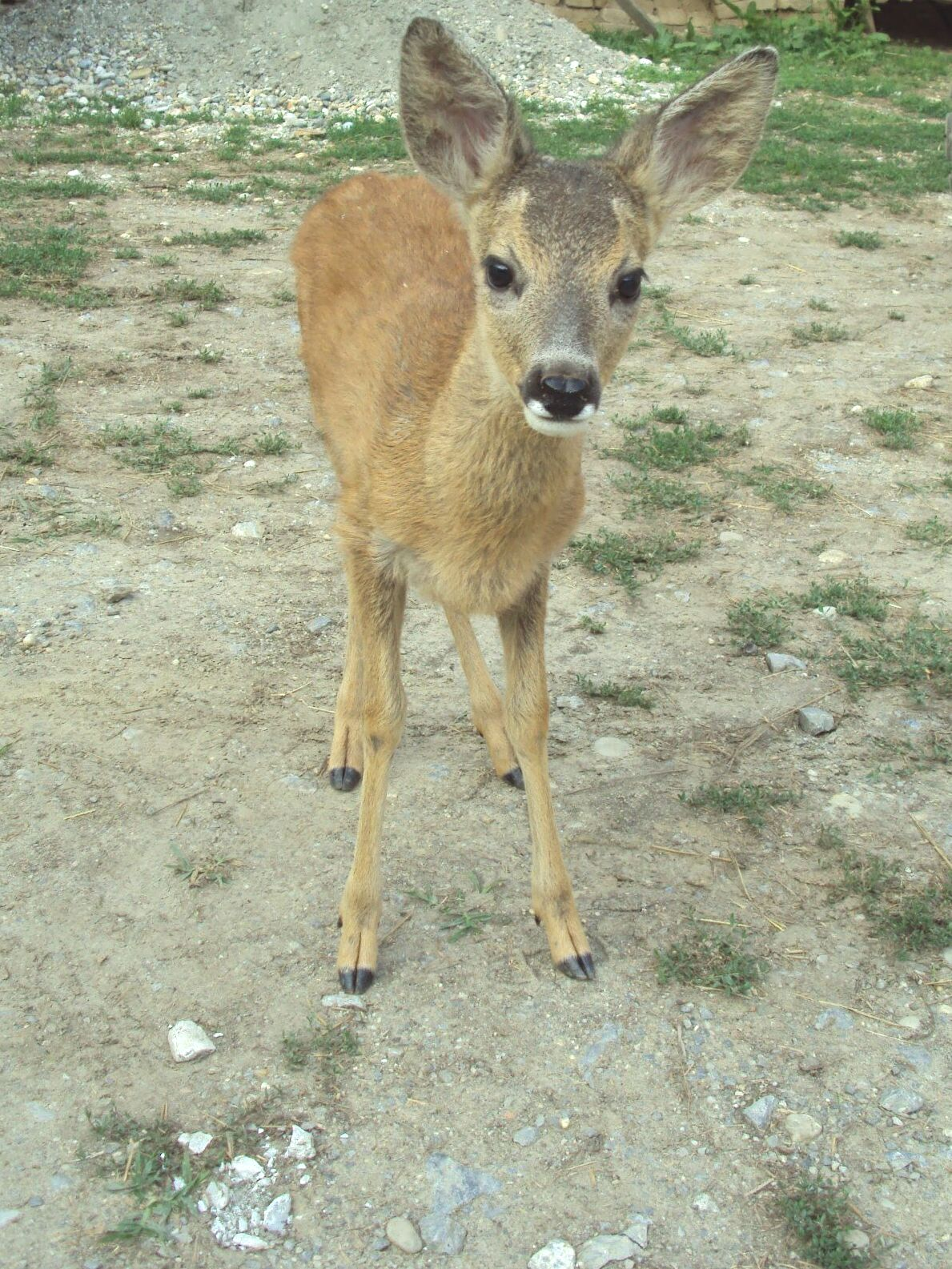
بچه شوکا